# Ovobulbus
Genre
Ovobulbus est un genre d'araignées aranéomorphes de la famille des Oonopidae.

## Distribution
Les espèces de ce genre se rencontrent en Israël et en Égypte.

## Liste des espèces
Selon World Spider Catalog (version 15.0, 2014) :
- Ovobulbus boker Saaristo, 2007
- Ovobulbus bokerella Saaristo, 2007
- Ovobulbus elot Saaristo, 2007

## Publication originale
- Saaristo, 2007 : The oonopid spiders (Aranei: Oonopidae) of Israel. Arthropoda Selecta, vol. 15, p. 119-140 (texte intégral).